# Ševčíková (usedlost)
Ševčíková (Schefezikowa) jsou dvě zaniklé spojené usedlosti v Praze 3-Žižkově, které se nacházely pod jižním svahem vrchu Vítkov. Dvůr čp. 5 stál na východním rohu ulic Husitská a U Božích bojovníků, dvůr čp. 6 mezi Tachovským náměstím a ulicí Lukášova.

## Historie
Vinice je v místech Ševčíkové doložena v 16. století. Na konci 18. století zde ještě malá vinice existovala a v té době byly zřejmě postaveny oba dvory.
V polovině 19. století byly pozemky a stavby v držení Marie Stomeové, která vlastnila také usedlost Pražačku. Stomeová rozprodala pozemky na stavební parcely a obě stavení zanikla do konce 19. století.